# Kolodeazne, Berezne
Kolodeazne (în ucraineană Колодязне) este un sat în comuna Prîsluci din raionul Berezne, regiunea Rivne, Ucraina.

## Demografie
Componența lingvistică a localității Kolodeazne
     Ucraineană (99,86%)
     Alte limbi (0,14%)
Conform recensământului din 2001, majoritatea populației localității Kolodeazne era vorbitoare de ucraineană (99,86%), existând în minoritate și vorbitori de alte limbi.